# Gaius Cestius Gallus (Konsul 35)
Gaius Cestius Gallus aus der plebejischen gens Cestia war ein römischer Senator des 1. Jahrhunderts n. Chr.
Im Jahr 21 ist er bereits als Senator belegt, als er in einer Senatsdebatte sprach und dabei seine erfolgreiche Anklage gegen Annia Rufilla erwähnte. Im Jahr 32 klagte er den Prätorier Quintus Servaeus und den Ritter Minucius Thermus als Freunde Sejans an, wobei er laut Tacitus eine vom Kaiser Tiberius ausgearbeitete Anklage vortrug. Vielleicht zur Belohnung wurde er ordentlicher Konsul des Jahres 35.
Sein gleichnamiger Sohn war 42 Suffektkonsul und von 63 bis 67 Statthalter von Syrien.